# Budynek Towarzystwa Gimnastycznego „Sokół” w Kolbuszowej
Budynek Towarzystwa Gimnastycznego „Sokół” w Kolbuszowej – zabytkowy budynek znajdujący się w Kolbuszowej w województwie podkarpackim, wpisany do ewidencji zabytków gminy Kolbuszowa. 

## Historia
Budynek powstał w 1907 lub 1908 roku na działce kupionej od rodziny Siedmiograjów. W latach 1928–1938 znajdował się w nim kinoteatr „Jutrzenka”. Do 1939 roku w budynku siedzibę miało Polskie Towarzystwo Gimnastyczne „Sokół” w Kolbuszowej.
We wrześniu 1939 roku pokrycie dachowe budowli zostało znacznie uszkodzone. Podczas II wojny światowej w budynku mieścił się garaż i warsztat dla motocykli. Sporadycznie był miejscem zbiórki dla Żydów wywożonych z Kolbuszowej. Budynek był wykorzystywany przez Niemców do 1944 roku.  
Po zakończeniu wojny obiekt wyremontowano. Podczas renowacji dobudowano pomieszczenia klubu, salę baletową, powiększono salę widowiskową. Od 1952 roku w budynku siedzibę miał powiatowy dom kultury. W 1975 roku pojawiły się plany zmiany wyglądu budowli, obejmujące wstawienie nowych okien i aluminiowych drzwi, a także jego rozbudowy. Powodem zaniechania realizacji pomysłu był brak możliwości zamówienia okien. W tym samym roku budynek przeszedł remont. W 1979 roku budynek stał się siedzibą Miejskiego Domu Kultury. 

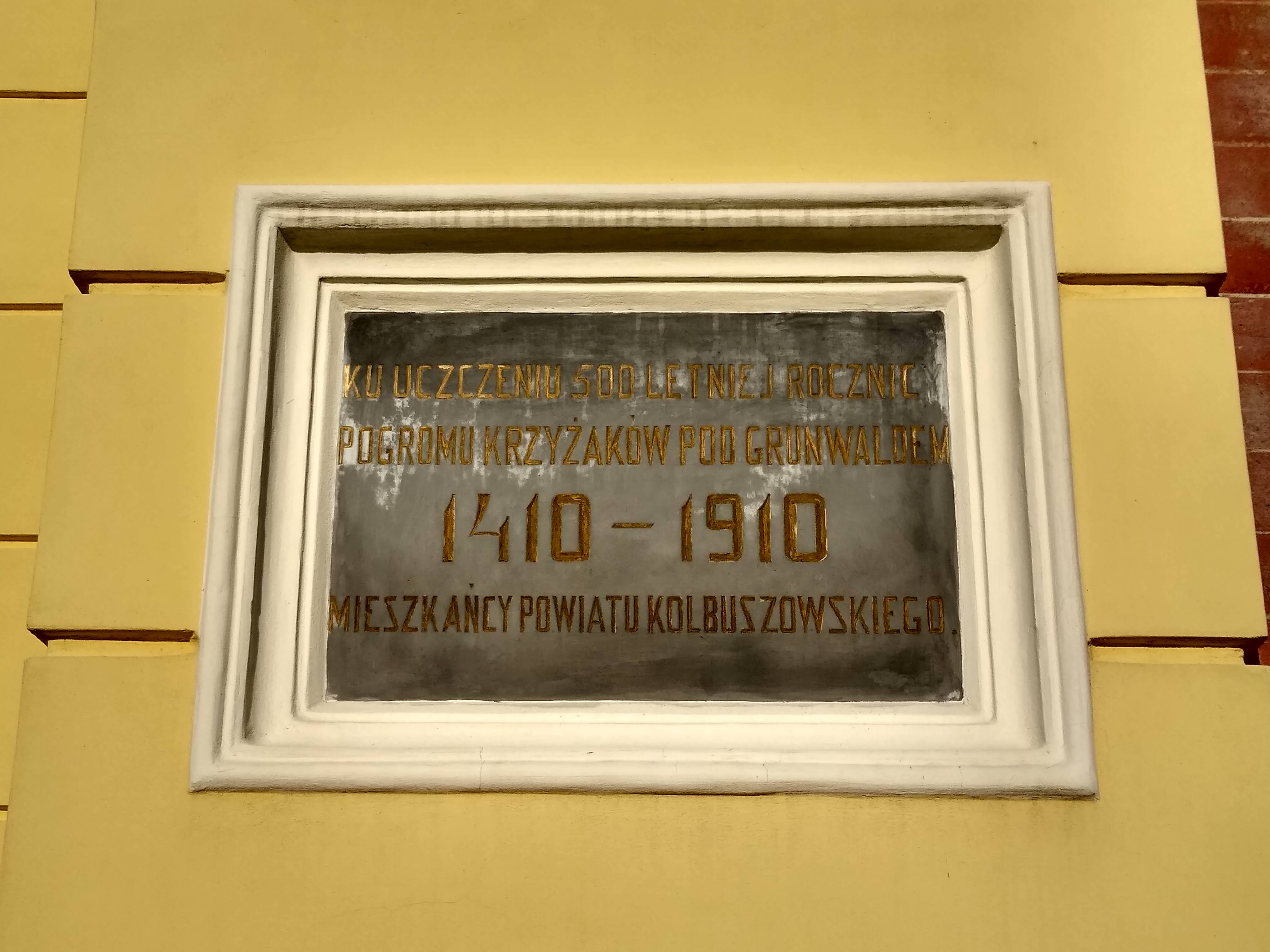
Jedna z tablic na elewacji budynku

W 2013 roku budynek przeszedł gruntowny remont. Podczas restauracji odtworzono elewację frontową, wymieniono poszycie dachowe, zaizolowano fundamenty, dokonano drenażu oraz wymieniono stolarkę drzwiową i okienną. 
Gmach został wpisany do ewidencji zabytków gminy Kolbuszowa

## Architektura
Budowla w stylu neorenesansowym. Pierwotnie składała się z jednopiętrowego budynku głównego oraz dwóch parterowych skrzydeł, znajdujących się po obu stronach korpusu głównego. Fasadę ozdobiono łamanym szczytem z obeliskami, na jej szczycie znajduje się rzeźba przedstawiająca sokoła. 
Na frontowej ścianie budynku umieszczono kilka tablic.